# المطلقات (فلم)
المطلقات هو فيلم اجتماعي مصري من إنتاج عام 1975.

## أبطاله
- شمس البارودي
- نجوى فؤاد
- شكري سرحان
- صلاح قابيل
- ميمي جمال
- عبد المنعم إبراهيم

## وصلات خارجية
- المطلقات على موقع الدهليز
- المطلقات على موقع قاعدة بيانات الأفلام العربية